# Juhász Gábor (szociológus)
Juhász Gábor (1968. március 2. –) magyar szociológus és az Eötvös Loránd Tudományegyetem Társadalomtudományi Kar dékánja és az Országos Rabbiképző – Zsidó Egyetem hallgatója.

## Tanulmányai
1991-ben szerzett jogi diplomát az ELTE Állam- és Jogtudományi Karon. Majd 1993-ban az Edinburgh-i Egyetemen politikai tudományokból szerzett mesterdiplomát.
1992 és 1997 között az MTA Tudományos Minősítő Bizottság ösztöndíjasa (kutatási téma: A szociális jogok hatásossága).
1997 óta ELTE Társadalomtudományi Kar (2003-ig ELTE Szociológiai és Szociálpolitikai Intézet és Továbbképző Központ) Szociális Munka és Szociálpolitika Tanszékén adjunktus, majd 1999-től egyetemi docens.
2003-2007 között az ELTE TáTK Szociális Tanulmányok Intézetének igazgatója.
2009 óta az ELTE TáTK oktatási dékánhelyettese, majd 2016-tól a dékánja.

## Publikációi
A Google Tudós alapján a legidézettebb publikációi:
- Ferge, Zs., & Juhász, G. (2004). Accession and social policy: the case of Hungary. Journal of European Social Policy 14(3), 233-251
- Juhász, G. (2006). Exporting or Pulling Down?: The European Social Model and Eastern Enlargement of the EU. European Journal of Social Quality 6(1), 82-108.